# Nierendysplasie
Die Nierendysplasie ist eine angeborene frühembyronale Entwicklungsstörung (Fehlbildung) einer oder beider Nieren. Die Erkrankung ist gekennzeichnet durch eine fehlerhafte Entwicklung des Nierengewebes mit abnormer Nierenarchitektur.
Ist die Entwicklung maximal gestört und es ist keine Niere nachweisbar, spricht man von einer Nierenagenesie oder Nierenaplasie, liegt lediglich eine Größenminderung mit normalem Gewebeaufbau vor, handelt es sich um eine Nierenhypoplasie.
Synonyme sind Nierendysgenesie; Renale Dysplasie, englisch renal dysplasia

## Verbreitung
Die Häufigkeit wird geschätzt auf 1 zu 2.300 Geburten, bzw. 1 zu 2.400 bei Erwachsenen, 1 zu 93 bei Säuglingen. Kombination mit weiteren Fehlbildungen des Harntraktes findet sich in 57 % der Sektionen.

## Ursache
Als Ursache kommt eine Störung der Ausbildung der Ureterknospe und des metanephrogenen Gewebes und/oder ein bereits intrauterin einsetzender Harnaufstau infrage.

## Pathologie
Bei der pathologischen Untersuchung finden sich unreife Glomeruli und mit Epithel ausgekleidete Tubuli mit umgebenden Ringen aus Bindegewebe und glatten Muskelzellen, oft auch metaplastisches Knorpelanteile.

## Im Rahmen von Syndromen
Bei einigen Syndromen:
- Beckwith-Wiedemann-Syndrom
- DiGeorge-Syndrom
- Fraser-Syndrom
- Kallmann-Syndrom
- Laurence-Moon-Biedl-Bardet-Syndrom
- Mammorenales Syndrom
- Prune-Belly-Syndrom
- Renales Kolobom-Syndrom
- Renale Zysten und Diabetes-Syndrom

## Einteilung
Zu unterscheiden sind formal folgende Formen:
- Beidseitige Nierendysplasie
- Einseitige Nierendysplasie
- Segmentale, auf einzelne Abschnitte einer Niere begrenzte Dysplasie

Nach Begleiterkrankungen kann unterteilt werden in:
- Nierendysplasie mit normalem Ostium
  - mit Obstruktion
  - ohne Obstruktion
- Nierendysplasie mit lateralisiertem Ostium
- Nierendysplasie mit subvesikaler (unterhalb der Harnblase gelegener) Obstruktion
- Nierendysplasie bei Prune-belly-Syndrom

Klinisch ist folgende Einteilung gebräuchlich:
- einfache Dysplasie
- Multizystische Nierendysplasie (Aplastische Zystennieren, englisch Multicystic dysplastic kidney), spontan auftretend, meist einseitig mit in multiple große Zysten umgewandeltem Parenchym
- obstruktive Dysplasie, meist bei Urethralklappen, auch beim Prune-belly-Syndrom
- Polyzystische Nierenerkrankung, englisch Polycystic Kidney Disease
  - genetisch bedingt (ARPKD), autosomal-rezessiv, ADPKD Autosomal-dominanter Erbgang, Nephronophthise
  - sporadisch auftretende Multizystische Nierendysplasie, solitäre Nierenzyste, multizystische kortikale Nierenzysten (Zellweger-Syndrom)

## Klinische Erscheinungen
Klinische Kriterien sind:
Bei massiv eingeschränkter Nierenfunktion mit Oligohydramnion kann es zur Potter-Sequenz kommen.
Bei ausreichend erhaltener Nierenfunktion ist eine Nierendysplasie in der Regel symptomlos und wird durch Sonografie entweder bereits intrauterin oder später bei einer Routinekontrolle, z. B. bei einem Harnwegsinfekt entdeckt.

## Diagnose
Die Diagnose beruht bildgebend auf der Sonografie mit Nachweis von Zysten oder einer vermehrt echogenen Niere und verminderter Abgrenzbarkeit der Binnenstrukturen.
Eine Bestätigung kann bioptisch erfolgen.

## Differentialdiagnose
Differentialdiagnostisch abzugrenzen sind die Nierenhypoplasie und postentzündliche bzw. postinfektiöse Schädigungen der Niere.